# Kostel svatého Hilaria (Paříž)
Kostel svatého Hilaria (tj. Église Saint-Hilaire) byl katolický farní kostel v Paříži. Kostel byl zbořen za Velké francouzské revoluce a dochovalo se z něj jen několik málo pozůstatků.

## Poloha
Kostel se nacházel v prostoru dnešního domu č. 2 na Rue Valette a domu č. 1bis na Rue de Lanneau v 5. obvodu. Dochované pozůstatky (pilíř s hlavicí a začátkem arkády), se dochovaly na malém nádvoří přístupném z domu č. 1 na Rue de Lanneau.

## Historie
V 11. století vznikla na Montagne Sainte-Geneviève jednoduchá modlitebna. Byla postavena na místě, které patřilo kanovníkům kostela sv. Marcela. V roce 1158 je stavba zmiňována jako farní kostel zasvěcený svatému Hilariovi. Během Francouzské revoluce byl kostel v roce 1790 uzavřen a farnost byla zrušena v roce 1793. Kostel byl prodán jako národní majetek v roce 1796, poté zbořen v roce 1807.